# Tyler Christopher (lekkoatleta)
Tyler Christopher (ur. 3 października 1983 w Chilliwack, Kolumbia Brytyjska) – kanadyjski lekkoatleta, sprinter, brązowy medalista mistrzostw świata z Helsinek i halowy mistrz świata w biegu na 400 metrów. Uczestnik igrzysk olimpijskich w Pekinie (2008).
W 2011 ogłosił zakończenie kariery sportowej.

## Sukcesy
| Rok  | Zawody                    | Miasto         | Miejsce | Konkurencja   | Rezultat |
| ---- | ------------------------- | -------------- | ------- | ------------- | -------- |
| 2005 | Mistrzostwa Świata        | Helsinki       | 3.      | Bieg na 400 m | 44,44    |
| 2007 | Igrzyska panamerykańskie  | Rio de Janeiro | 2.      | Bieg na 400 m | 45,05    |
| 2007 | Światowy Finał IAAF       | Stuttgart      | 2.      | Bieg na 400 m | 44,87    |
| 2008 | Halowe Mistrzostwa Świata | Walencja       | 1.      | Bieg na 400 m | 45,67    |

## Rekordy życiowe
Stadion
- bieg na 150 metrów – 15,17 (2004)[3][4]
- Bieg na 200 metrów – 20,49 s (2005)
- bieg na 300 metrów – 31,77 (2004)[3][4]
- Bieg na 400 metrów – 44,44 s (2005) rekord Kanady[4]

Hala
- Bieg na 60 metrów – 6,69 s (2007)
- Bieg na 200 metrów – 21,22 s (2004)
- bieg na 300 metrów – 32,53 (2008) rekord Kanady[5]
- Bieg na 400 metrów – 45,67 s (2008) rekord Kanady[5]

Christopher jest także aktualnym rekordzistą Kanady w sztafecie 4 × 200 metrów na stadionie (1:22,15 2004) oraz w hali (1:24,85 2007).